# Гаджар
Гаджар (араб. هَاجَر), відоміша як Агар в єврейській Біблії — дружина патріарха й ісламського пророка Ібрагіма (Авраама) і матір Ісмаїла (Ізмаїла). В ісламській вірі вона є шанованою жінкою. За мусульманським віруванням, вона була служницею царя Єгипту, який подарував її дружині Ібрагіма Сарі.:90–98 Хоча її ім'я не згадується в Корані, вона відома завдяки історії свого чоловіка. Зрештою, вона разом зі своїм сином Ізмаїлом оселилася в пустелі Паран, яку в ісламі називають Хіджаз. Гаджар вшановується як особливо важливий матріарх монотеїзму, оскільки Ізмаїл був предком Магомета.:109

## Розповідь
Авраам був бездітним. Він був Божим пророком і, покинувши рідну землю, був стурбований тим, хто займе пророче служіння після нього, і чи стане він колись батьком. Авраамові була дарована рабиня його дружини Агар, яка народила йому дитину. На думку сучасних дослідників, Агар не була наложницею, а радше принцесою, дочкою єгипетського царя.:90–98 Згодом Агар народила дитину, яка виросла праведною і готовою страждати і терпіти. Агар назвала його Ісмаїлом, що означає «Бог почув».:181
Ісламський вчений Мухаммад Саїд Абдул-Рахман стверджує таке, використовуючи арабське ім'я Гаджар: "Аллах відкрив Ібрагіму, що він повинен взяти Гаджар і немовля Ісмаїла і відвезти їх до Мекки. Він узяв їх і залишив Гаджар та її немовля Ісмаїла в похмурому, ізольованому місці, де не було води, а потім покинув їх і повернувся до Ханаану. Гаджар сказала йому: «На кого ти залишаєш нас у цій покинутій долині? Ібрагім пішов і залишив її, а вона запитала: „Хіба Аллах наказав тобі це зробити?“ Він відповів: „Так“. Вона сказала: „Тоді Аллах не допустить, щоб ми заблукали“».
Авраам підкорився велінню Господа і терпляче зносив розлуку з дружиною і дитиною. Потім він повернувся до того місця, де вони перебували у Святому Домі, і помолився за них такими словами (тлумачення значення): «Господи наш! Я зробив так,що частина моїх нащадків оселилася в непридатній для обробітку долині біля Твого Священного Дому (Кааби („Куба“) у Мецці), щоб, о наш Господи, вони могли виконувати Ас-Салят. Тож наповни серця деяких людей любов’ю до них, і (О Аллах) дай їм плоди, щоб вони могли дякувати» Коран, Ібрахім 14:37.
Через дефіцит води в пустелі незабаром і мати, і син зазнали сильної спраги. У пошуках води для свого сина Агар бігла між пагорбами Сафа і Марва. Після сьомого пробігу між двома пагорбами перед нею з'явився ангел Джабриїл (Гавріл). Він сказав їй, що Бог почув плач Ізмаїла й дасть їм воду. Тоді Бог створив джерело, що пробилося з-під п’яти Ізмаїла, і після цього Мекка стала відома своєю досконалістю та великою кількістю води. Пізніше колодязь дістав назву Замзам і став священним джерелом води.

## Статус
У Біблії та деяких ісламських джерелах Агар згадується як рабиня. Пакистанський дослідник Мухаммад Ашраф Чхіна приписує це твердження християнським та юдейським джерелам і ідентифікує її як дочку єгипетського царя, який подарував її Авраамові.:90–98

## Спадщина
Мусульмани вшановують Агар як мудру, сміливу і благочестиву жінку, а також як віруючу матір арабського народу Аднані. Подія між пагорбами Аль-Сафа та Аль-Марва вшановують мусульмани, коли вони здійснюють хадж (велике паломництво) або умру (мале паломництво) у Мецці. Частина паломництва полягає в тому, щоб пробігти сім разів між пагорбами, в пам'ять про мужність Агар і віру в Бога, коли вона шукала воду в пустелі (яка, як вважають, тоді чудесним чином з'явилася з колодязя Замзам) та символізує шанування материнства в ісламі. Деякі мусульмани також п’ють із колодязя Замзам і привозять цю воду додому.